# 京都市南部クリーンセンター

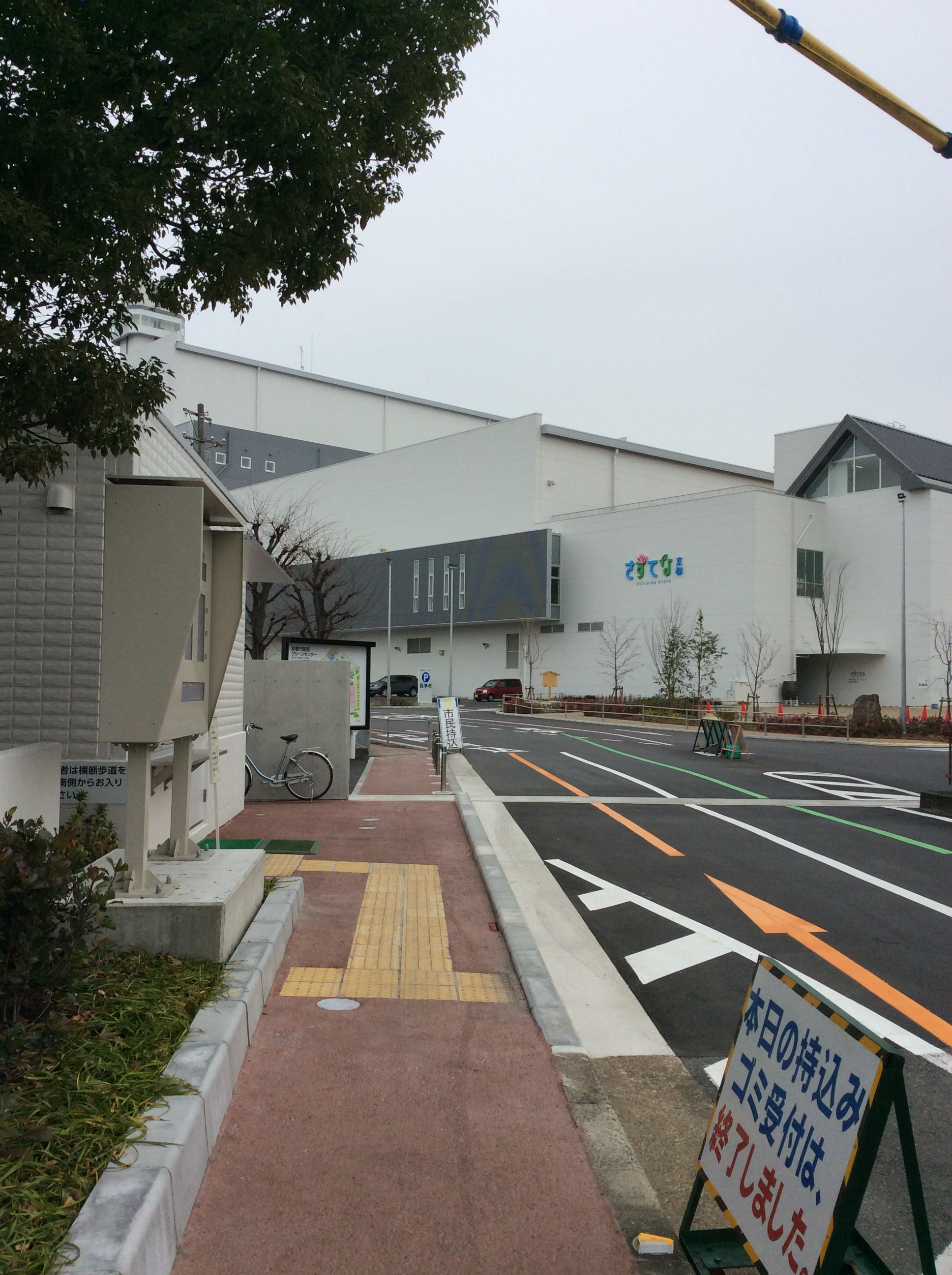
京都市南部クリーンセンター第二工場

京都市南部クリーンセンター（きょうとしなんぶクリーンセンター）は、京都市伏見区横大路にある清掃工場。

## 概要
環境学習施設として「さすてな京都」が第二工場に併設されている。
京都市環境政策局が管理を行い、一日に最大1100トンのゴミを焼却する。また、クリーンセンターには南部資源リサイクルセンターが隣接し、一帯は環境政策局の中でも重要な拠点となっている。
焼却炉の余熱利用として、出力8,800kWの廃棄物発電と横大路体育館（横大路運動公園内）への余熱提供を行っている。

### 旧第一工場（2021年3月31日廃止）
- 焼却炉：JFEキルン付ハイパー火格子ごみ焼却炉
- 処理能力：600トン/日（300トン/日×2基）
- 廃棄物発電：8,800kW（最大）
- 煙突の高さ：100m

### 旧第二工場
2023年9月現在の稼働している工場は2019年10月に稼働した2代目である。初代の第二工場は2007年に稼働を終了したが、京都市の財政難により建て替え工事の着工が延期された経緯がある。
VR技術や煙突の展望台などを活用した環境学習施設「さすてな京都」を併設している。
- 処理能力：500トン/日（250トン/日×2基）
- 廃棄物発電：8,950万kW（年間）
- 煙突の高さ：約78m
- 総工費：約315億円[1]
- さすてな京都は、令和元年10月1日に稼働を開始した京都市南部クリーンセンター第二工場に併設された環境学習施設で、10月5日から見学可能になった。
- さすてな京都の愛称は、一般市民から応募を募り、475件の中から選ばれた。

最先端の「さ」、素晴らしいの「す」、展望台の「て」、南部クリーンセンターの「な」、持続可能なという意味の「サステナブル」の語をかけて名付けられた。
さすてな京都では、焼却炉やゴミ発電、バイオガス化施設など、ごみ処理に要する大規模な施設を間近で見学出来るとともに、焼却処理やエネルギー回収の技術など、世界最先端の環境技術などを学ぶことができる。
エントランスでは、京都の環境や暮らし、地球規模の環境問題などを紹介している。
展示室では、ジオラマを使った環境技術の紹介などにより、環境について学ぶことができる。
工場見学通路では、巨大なごみピットの中で動くごみクレーンや焼却炉などごみ処理の設備を見学することができる。
ビオトープは、かつての横大路沼、巨椋池の生態系の復元をテーマに整備しており、オニバスやミズアオイなど地域を特徴づける植物を観察し、生物多様性を学ぶことができる。
また、屋上にはごみから出るエネルギーを利用した足湯や芝生広場がある。
さすてな展望台では、貸し出されるタブレットを使って、京都の自然、地域の歴史・文化を学ぶことができる。

## 沿革
- 1975年（昭和50年） - 第二工場（初代）が稼働
- 1986年（昭和61年） - 第一工場（現在）が稼働
- 2007年（平成19年） - 第二工場（初代）が稼働を終了
- 2015年（平成27年）8月 - 第二工場（2代目）の建物を建設する工事が着工[2][3]
- 2019年（令和元年）10月1日 - 第二工場（2代目）が稼働[1]。
- 2021年（令和3年）3月31日 - 第一工場（旧）が稼働を終了[1]。

## 関連施設
京都市の運営する清掃工場は、南部クリーンセンター以外に2か所にある。
左京区静市にある京都市東北部クリーンセンターは2001年に竣工した。大型ごみの破砕設備があり、家庭ごみの一部は直接持ち込みに対応する。最大15,000kWの廃棄物発電が行われる。高さ100mの煙突がある。
右京区梅ケ畑にある京都市北部クリーンセンターは2007年に竣工し、ペットボトルなどの選別を行う北部資源リサイクルセンターが併設されている。ごみ焼却の余熱を利用した最大8,500kWの発電は売電のほかに、近隣の右京区山越にあるやまごえ温水プールに供給している。
クリーンセンターで発生した焼却残灰などは、大阪湾の埋立地のほか、伏見区醍醐と山科区東野にまたがる京都市東部山間埋立処分地で最終処分される。埋立施設の容量は450万m3で、2000年に供用された。別称はエコランド音羽の杜。